# Animals (canción de Nickelback)
«Animals» es una canción de la banda de rock canadiense Nickelback, lanzado a través de Roadrunner Records el 8 de noviembre de 2005 como el segundo sencillo de su quinto álbum de estudio All the Right Reasons (2005). 
La canción se tocó en el Tribute to the Troops en la WWE de 2011.

## Concepto
La canción trata sobre un hombre que recoge a su novia después de recuperar su licencia de conducir. Se alejan y proceden a tener relaciones sexuales en el coche actuando de forma salvaje como "animales", hasta que el padre de la niña los pilla en el acto al final de la canción.

## Lista de canciones
| CD  |                             |          |  |
| N.º | Título                      | Duración |  |
| 1.  | «Animals»                   | 3:03     |  |
| 2.  | «Animals» (En vivo)         | 3:50     |  |
| 3.  | «Follow You Home» (En vivo) | 4:21     |  |

## Posicionamiento en lista
| Lista (2005–06)                      | Mejor posición |
| ------------------------------------ | -------------- |
| Australia (ARIA)                     | 27             |
| Canada Rock Top 30 (Radio & Records) | 2              |
| Estados Unidos (Billboard Hot 100)   | 97             |
| Estados Unidos (Alternative Airplay) | 16             |
| Estados Unidos (Mainstream Rock)     | 1              |